# Wassigny
Wassigny ist eine französische Gemeinde mit 946 Einwohnern (Stand 1. Januar 2022) im Département Aisne in der Region Hauts-de-France. Sie gehört zum Arrondissement Vervins, zum Gemeindeverband Thiérache Sambre et Oise und zum Kanton Guise.

## Geographie

### Lage
Wassigny liegt an der Grenze zum Département Nord am Nordrand der Landschaft Thiérache auf einer mittleren Höhe von 157 m, 29 Kilometer nordöstlich von Saint-Quentin und etwa 30 Kilometer nordwestlich von Vervins. Das Gemeindegebiet hat eine Fläche von 6,82 Quadratkilometern. Nachbargemeinden von Wassigny sind Ribeauville im Norden, Mazinghien im Nordosten, Oisy und Étreux im Osten, Vénérolles im Südosten, Hannapes im Süden, Mennevret im Südwesten sowie La Vallée-Mulâtre im Westen.

### Klima
Wassigny ist einer Klimazone des Typs Cfb (nach Köppen und Geiger) zugeordnet: Warmgemäßigtes Regenklima (C), vollfeucht (f), wärmster Monat unter 22 °C, mindestens vier Monate über 10 °C (b). Es herrscht Seeklima mit gemäßigtem Sommer.

## Geschichte
Von 1793 bis 2015 war die Gemeinde Hauptort (französisch chef-lieu) des Kantons Wassigny.

### Bevölkerungsentwicklung
| Jahr      | 1962 | 1968 | 1975 | 1982 | 1990 | 1999 | 2006 | 2013 | 2022 |
| Einwohner | 1026 | 1036 | 1011 | 1047 | 1043 | 1026 | 995  | 966  | 946  |

## Sehenswürdigkeiten
Die Mairie mit Schule wurde 1868 nach Plänen des Architekten Pudepièce gebaut. 1904 wurde die Mairie vergrößert. Nach dem Ersten Weltkrieg (1914–1918) wurde das Gebäude restauriert. 1924 kaufte die Gemeinde das Nachbargebäude hinzu, um die Schule zu vergrößern.
Die Pfarrkirche de l’Assomption (Mariä Aufnahme in den Himmel) wurde von 1872 bis 1874 auf den Fundamenten einer älteren Kirche errichtet. Im Ersten Weltkrieg wurde die Kirche schwer beschädigt. Danach wurde die Kirche restauriert, die Restaurierungsarbeiten wurden erst gegen Ende des dritten Viertels des 20. Jahrhunderts beendet.
Das Pfarrhaus brannte 1845 nieder und wurde unter Verwendung der noch erhaltenen Teile wiedererbaut. Auch dieses Gebäude musste nach dem Ersten Weltkrieg restauriert werden.
Der Friedhof wurde 1873 eingerichtet. Nach dem Zweiten Weltkrieg (1939–1945) wurde dort ein Denkmal für die Soldaten der Tirailleurs sénégalais errichtet, die bei der Verteidigung von Wassigny im Mai 1940 gefallen waren.

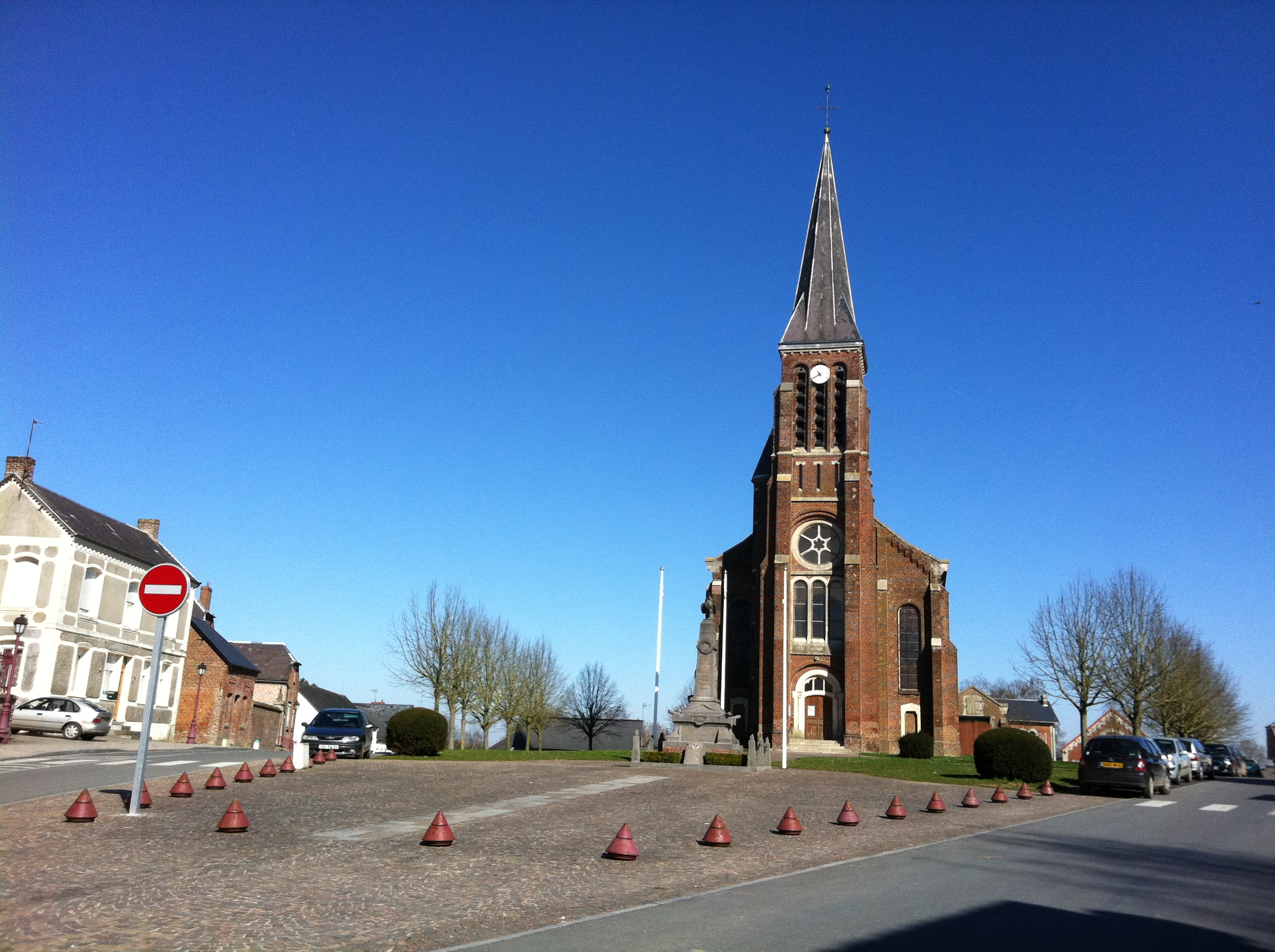
Kirche Notre-Dame
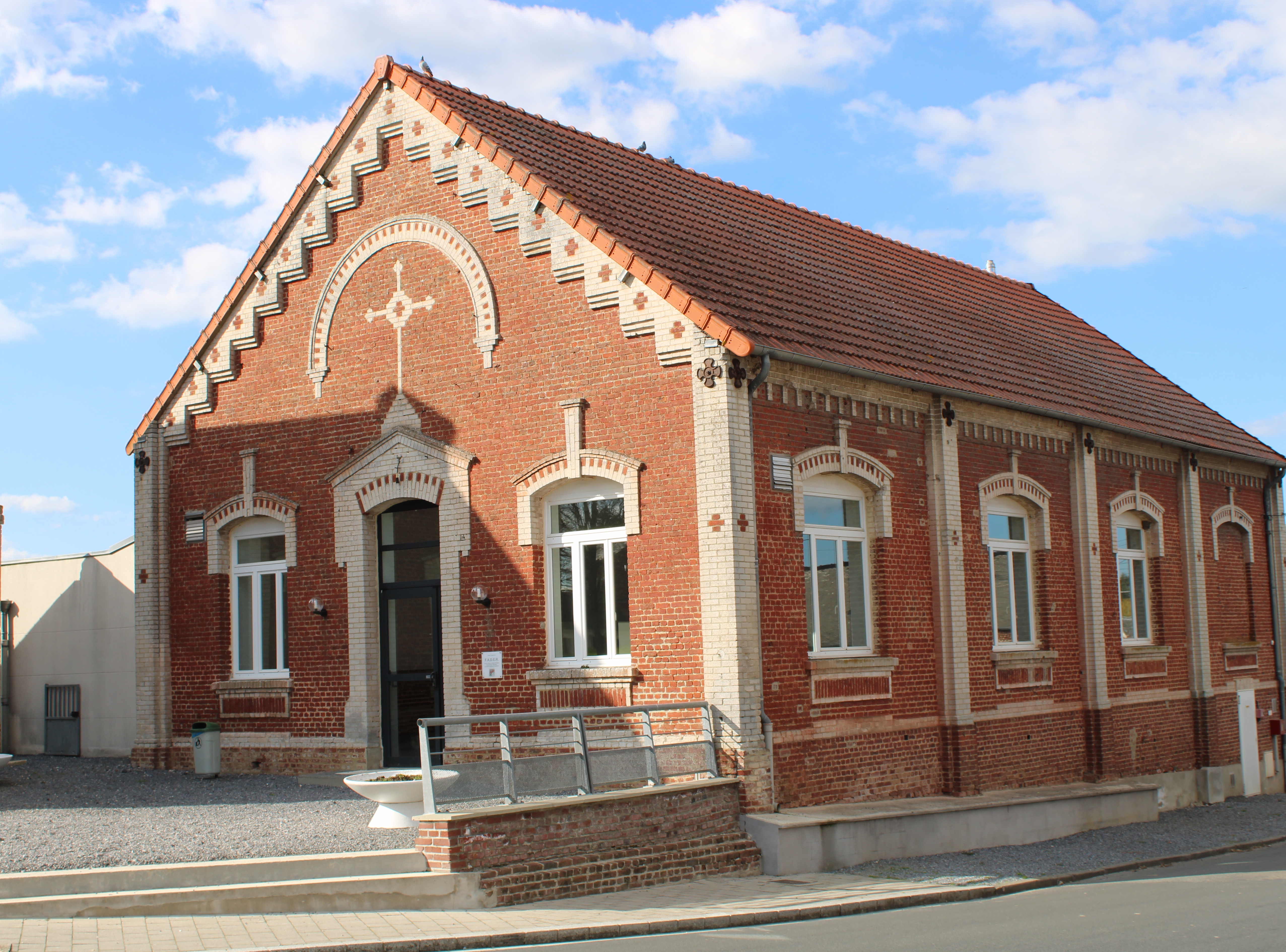
Protestantische Kirche
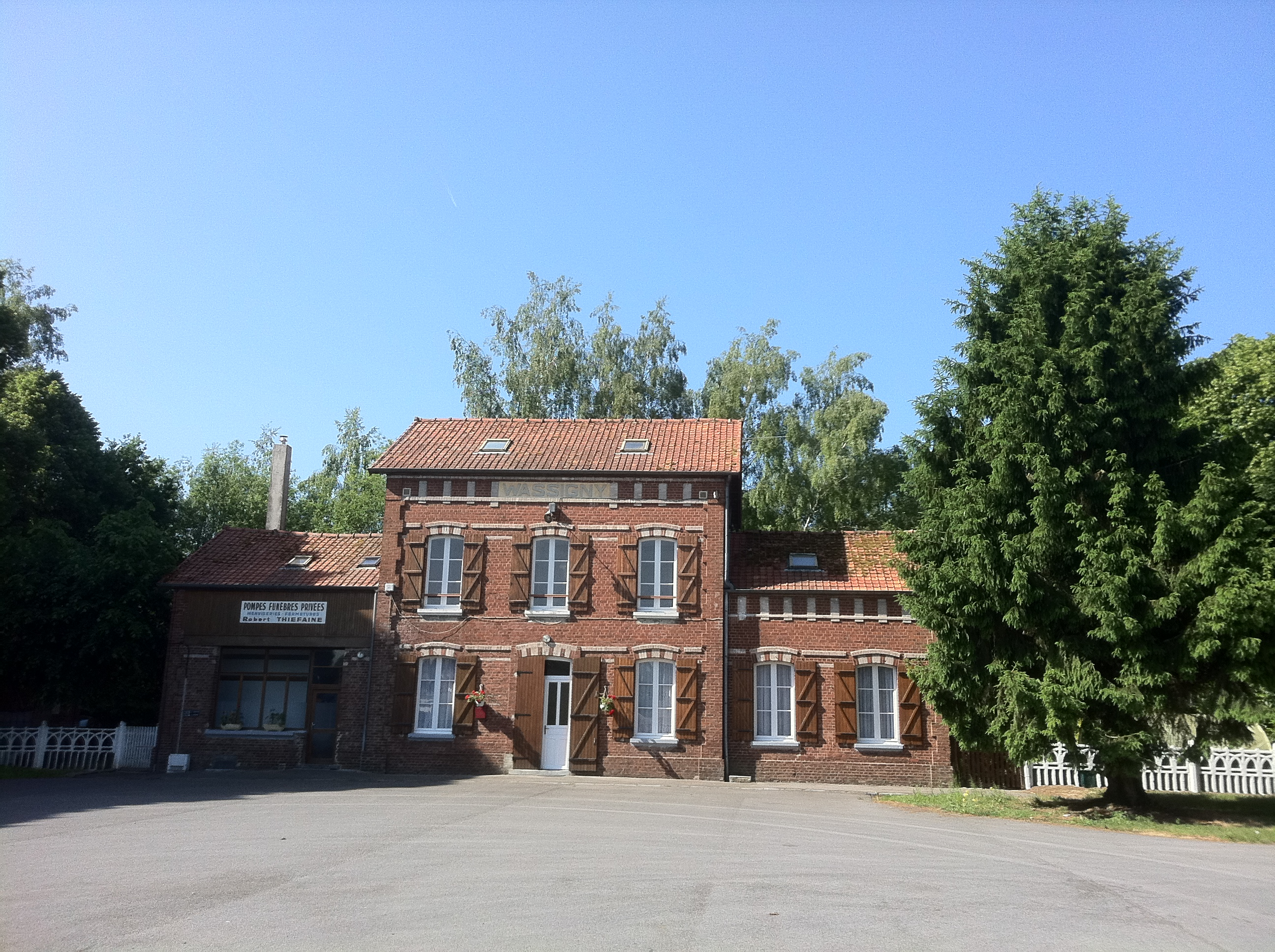
Ehemaliger Bahnhof
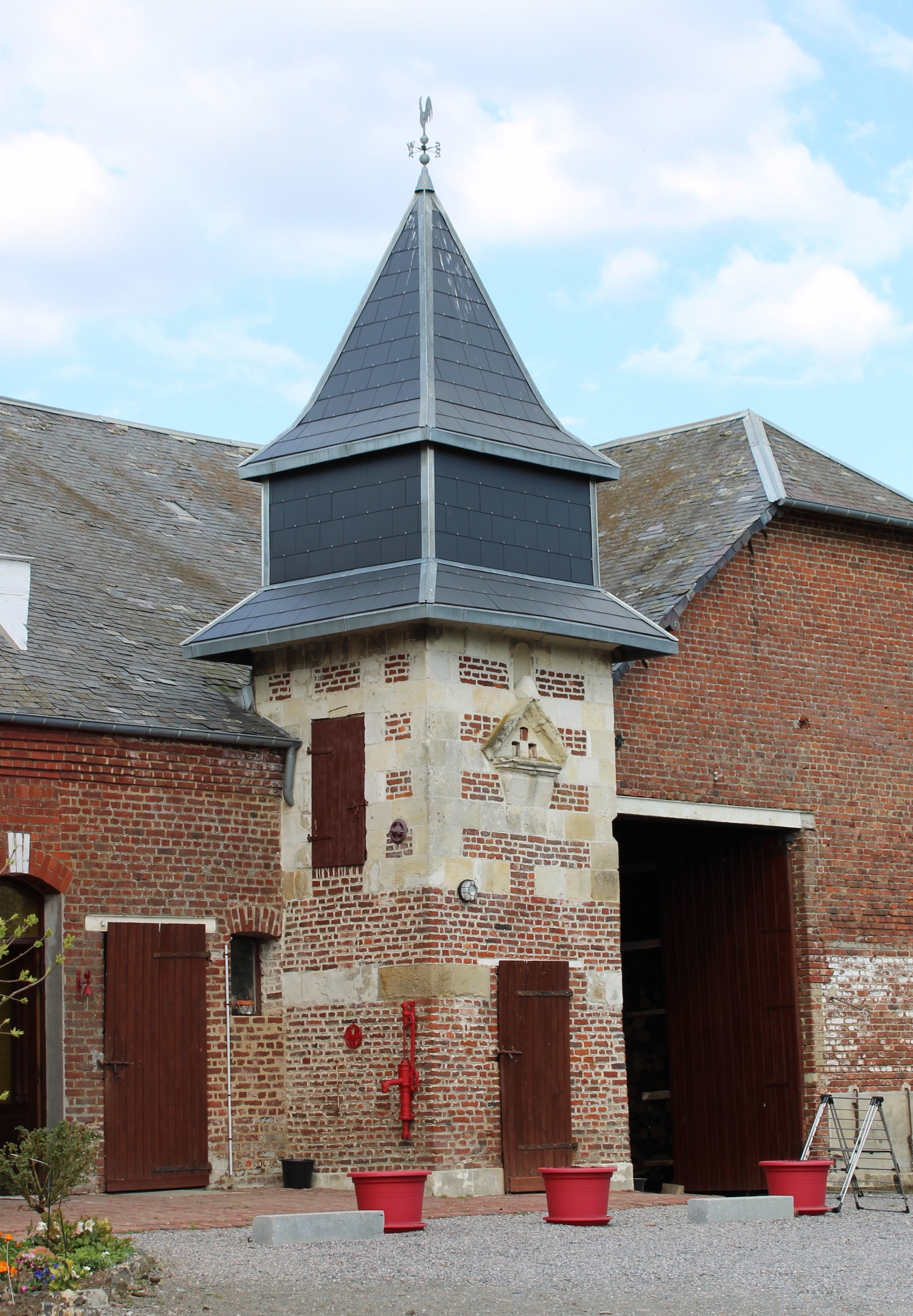
Taubenturm
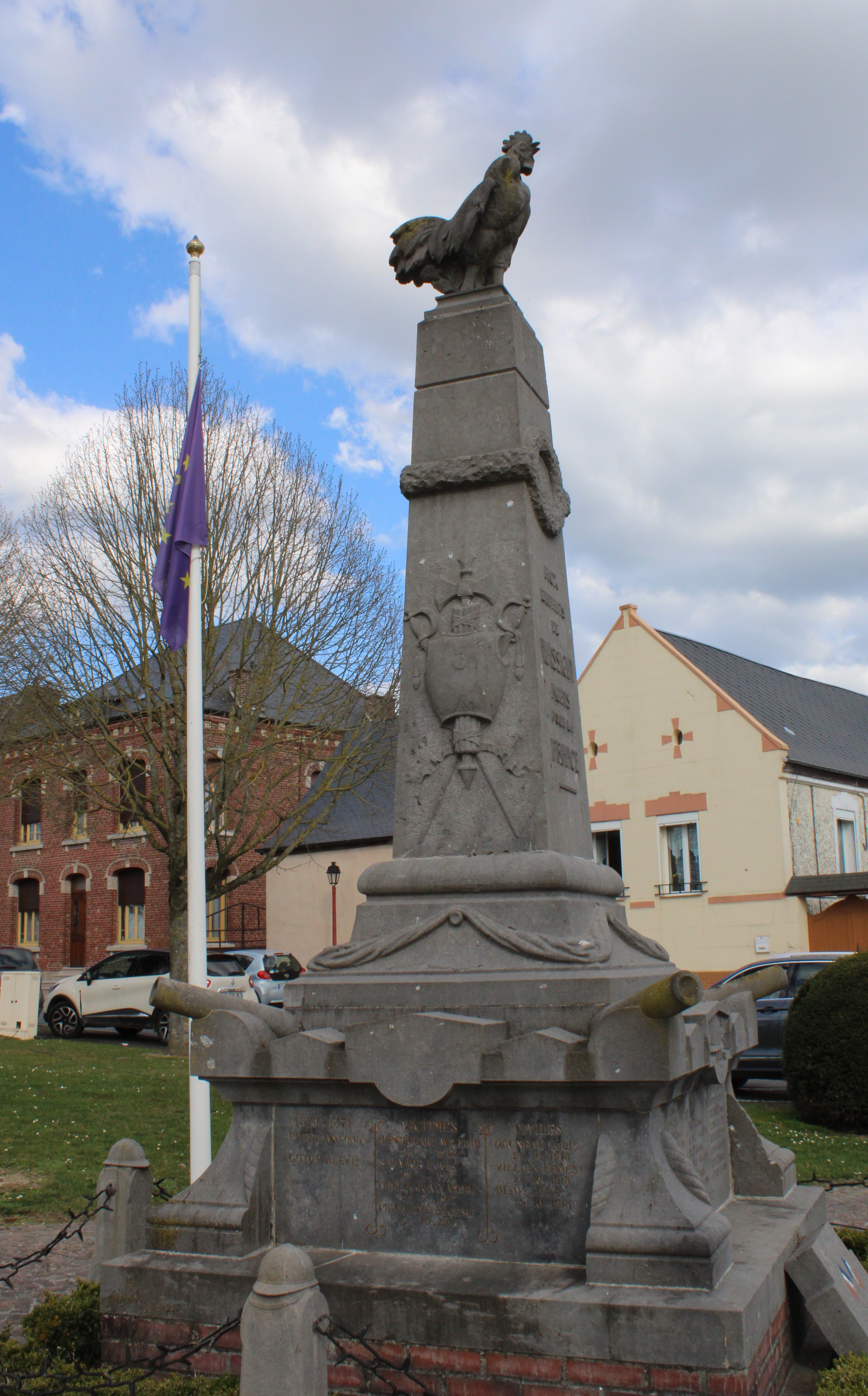
Gefallenendenkmal

## Wirtschaft und Infrastruktur
1793 erhielt Wassigny im Zuge der Französischen Revolution (1789–1799) den Status einer Gemeinde und wurde Hauptort eines Kantons. 1801 erhielt die Gemeinde durch die Verwaltungsreform unter Napoleon Bonaparte (1769–1821) das Recht auf kommunale Selbstverwaltung. 1831 hatte Wassigny 1155 Einwohner, Haupterwerbszweig zu jener Zeit war der Anbau von Hopfen. Am meisten Einwohner (1379) hatte die Ortschaft 1866 und am wenigsten (750) im Jahr 1793.
Wassigny besaß einen Bahnhof an der 1885 eröffneten Bahnstrecke Busigny–Hirson. 1892 wurde außerdem die Linie Valenciennes – Le Cateau – Wassigny eingerichtet und 1896 die Linie Wassigny – Guise. 1959 wurde der Abschnitt Le Cateau – Wassigny geschlossen und der Personenverkehr auf den übrigen Strecken eingestellt. In den 1980er Jahren wurde der Verkehr auf der Linie Wassigny – Guise eingestellt. 2005 wurde die Linie endgültig geschlossen.

## Belege
1. 1 2  Wassigny - notice communale. In: cassini.ehess.fr. Abgerufen am 21. November 2011 (französisch).
2. ↑  Les combats du 19-20 juin 1940 au Nord de Lyon. Crime raciste assurément. In: Mémoire-net. Evelyne Marsura, 9. Januar 2011, archiviert vom Original (nicht mehr online verfügbar) am 23. August 2011; abgerufen am 21. November 2011 (französisch).
3. ↑  Eintrag Nr. 02830 in der Base Mérimée des französischen Kulturministeriums (französisch)
4. ↑  Eusèbe Girault de Saint-Fargeau (1799–1855): Département de l’Aisne. In: Guide pittoresque du voyageur en France. contenant la statistique et la description complète des quatre-vingt-six départements, orné de 740 vignettes et portraits gravés sur acier, de quatre-vingt-six cartes de départements et d’une grande carte routière de la France. Band 5. F. Didot frères, Paris 1838 (französisch, online).
5. ↑  Guy Laurence: La Ligne de Chemin de Fer à Voie normale Busgny - Hirson. Archiviert vom Original (nicht mehr online verfügbar) am 24. März 2008; abgerufen am 21. November 2011 (französisch).